# Nádnyelves hangszerek

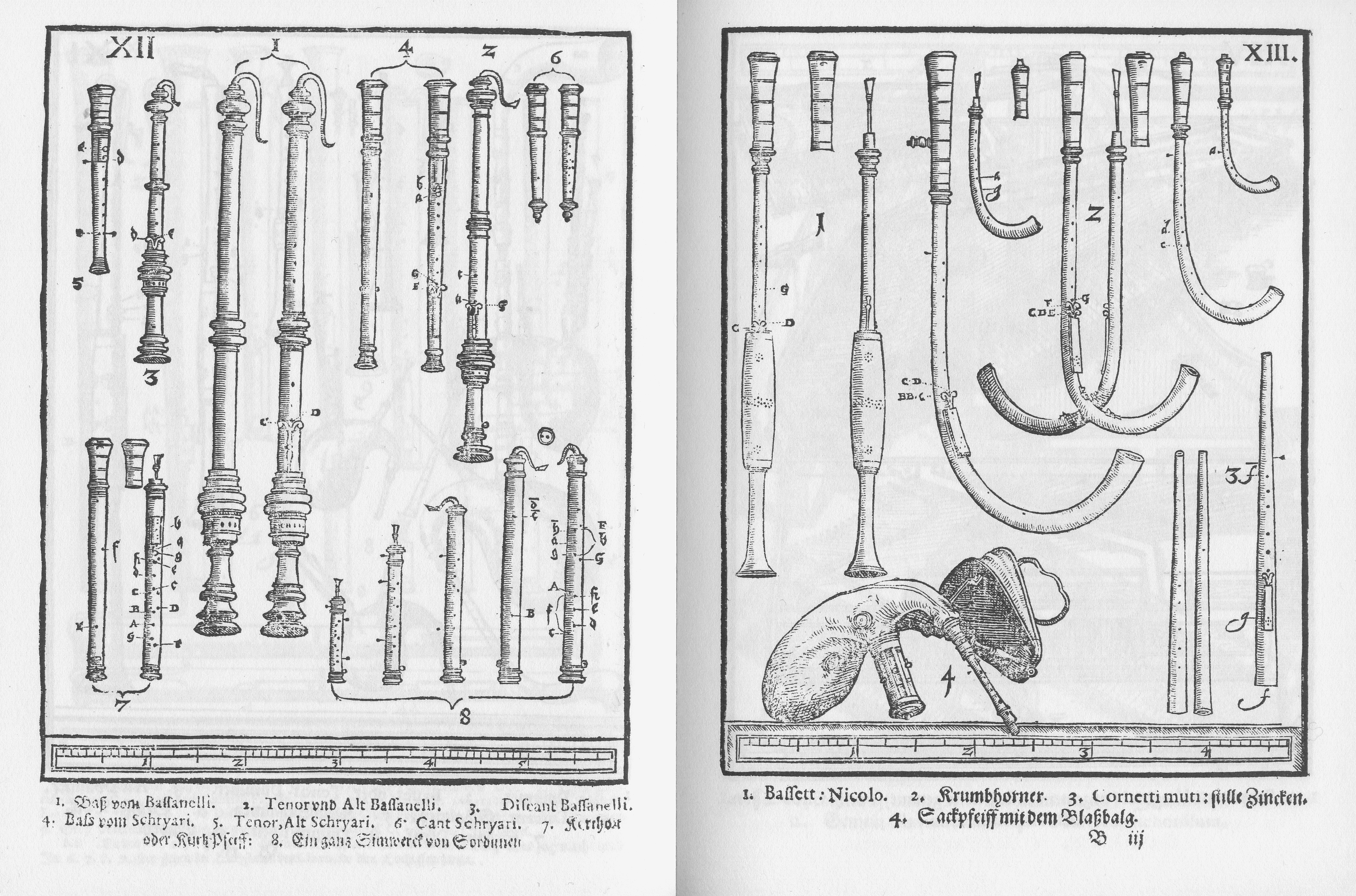
Nádnyelves hangszerek Michael Praetorius Syntagma Musicum című könyvében

A nádnyelves hangszerek olyan fúvós hangszerek, melyek nyelvsípként működő, egy vagy két nádnyelvből felépített fúvóka segítségével szólalnak meg. A fúvóka rendszerint hengeres vagy kúpszerű üreggel ellátott hangszertesthez, csőrezonátorhoz csatlakozik, a hangsorok előállítása, a dallamjáték a hangszertesten lévő hanglyukak segítségével történik.
Az egynyelvű nádsíppal megszólaló hangszerek legismertebb képviselői a klarinét és a szaxofon, kettős nádsíppal működik az oboa és a fagott. Az ajaksípos hangszerekkel együtt hagyományosan a fafúvós hangszerek családjába soroljuk őket attól függetlenül, hogy testük nem feltétlenül készül fából.
A hangszerek Sachs–Hornbostel-féle osztályozása a hangszereknek ezt a csoportját schalmeiek néven említi.

## Egynyelvű nádsípok

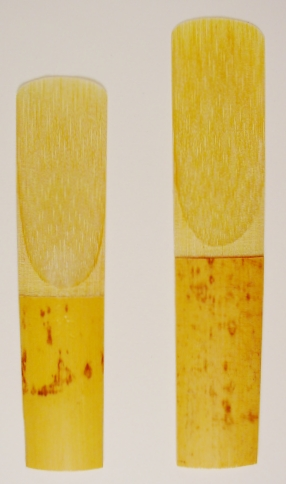
Nádnyelvek szaxofonhoz

Az egynyelvű nádsíp legegyszerűbb változata az idioglott nádsíp, amely úgy készül, hogy egy csomóval lezárt végű üreges nádszálat a csomó felől kiindulva késsel úgy metszenek be, hogy egy rugalmasan mozgatható nádnyelvecske alakuljon ki. Ha a nád végét ezzel a nyelvecskével együtt szájba véve megfújják, rácsapó nyelvként működik, hangot ad ki, amelyet a nád többi részében kialakuló csőrezonancia felerősít, stabilizál.
A klarinét, a szaxofon fúvókája ugyanezen az elven működik, azzal a különbséggel, hogy ezek heteroglott hangszerek, tehát a rezgő nyelv elkülönül a hangszer többi részétől, a fúvóka cserélhető alkatrészét képezi. A szájjal megszólaltatott hangszerek sípjainál a nád kezdetben a fúvóka felső felületén volt, 1700. körül Johann Christoph Denner újítása nyomán kezdték a klarinét fúvókáján a nádat alulra helyezni. A klarinétcsalád tagjainál és a szaxofonféléknél ez a megoldás vált egyeduralkodóvá.

### Felépítése

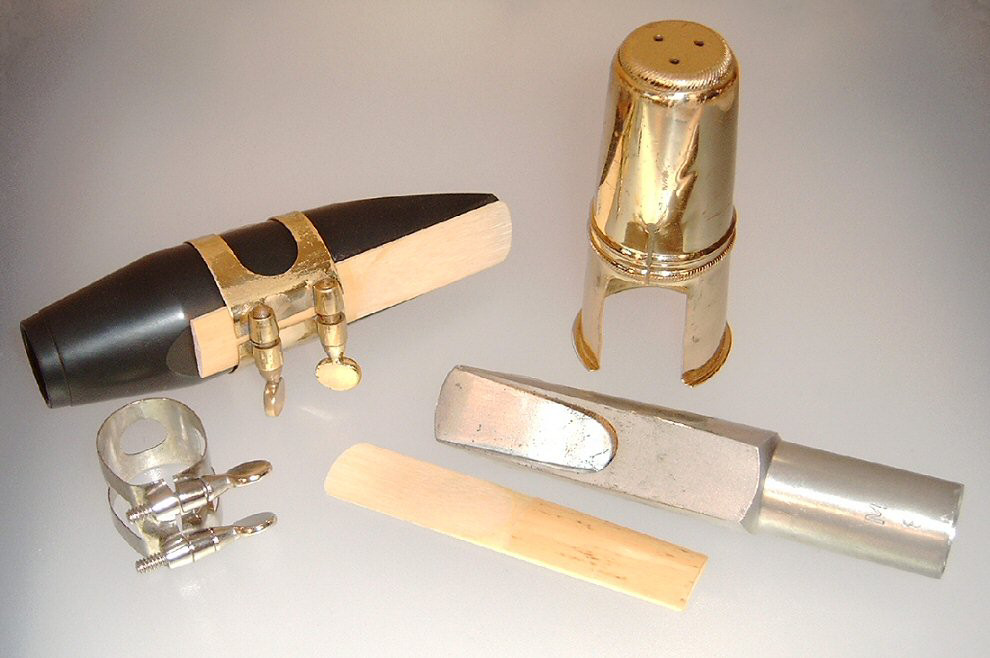
Szaxofon fúvóka

A mai egynyelvű nádsípos fúvókák leggyakrabban ebonitból, üvegből vagy fémből készülnek. Csőrszerű, üreges testük alsó felületén található a befúvónyílás, amelyet a nádnyelv fed be. Ez a nádnyelv kb. 1 – 2 mm vastag, a befúvónyílásra simuló felülete sík, a befúvás felőli vége felé fokozatosan elvékonyodik, a másik vége úgy van egy csavarokkal összeszorított pánttal szorosan rögzítve, hogy ugyanakkor könnyen cserélhető is legyen. A befúvónyílás pereme, kerete oldalról nézve enyhén íves, így nyugalmi állapotban közte és a nádnyelv hegye között kb. 1 mm-es rés van.

### Működése
A játékos kb. 1 cm-re veszi szájába a fúvókát úgy, hogy a felső része a fölső fogsorához illeszkedik, az alul lévő nád pedig az alsó fogaival alátámasztott, befelé feszített alsó ajkára támaszkodik. A felső ajak légmentesen simul a fúvókára, hogy megakadályozza a levegőveszteséget.
Megfúvásakor a fúvóka csőre és a nádnyelv közötti résen átáramló levegő szívóhatása (Bernoulli törvénye) következtében a nád rácsukódik a befúvónyílás keretére. A záródás során az azt előidéző erő a levegőáramlás lecsökkenése miatt megszűnik, a nád újra megnyithatja a levegő útját, és az egész kezdődhet elölről. A nádnyelv másik oldala felől a hangszertestben kialakuló állóhullám is segíti ezt a folyamatot, sőt, képes arra kényszeríteni a nádat, hogy a rezonátorcső síp felőli végén létrejövő periodikus nyomástorlódások pillanatában nyissa meg a levegőbefúvás útját, így pótolva a hang sugárzása miatti nyomásveszteséget, energiaveszteséget, állandósítva a rezgést. A rezonátor frekvenciája határozza meg, szinkronizálja a nád rezgését, a játékos ajaktechnikájával csak kis mértékben tudja azt módosítani.

## Kettős nádsípok

### Felépítése

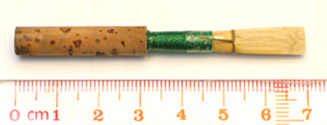
Oboa kettős nádja

A kettős nádsípos fúvóka egy fémcsövecskére cérnával felkötözött két, egymással szembefordított vékony nádlapocskából áll. A két nád olyan módon van egymáshoz szorítva, hogy felső nyílásuk lapított lencseformát képez. Csőszerű másik vége úgy van kialakítva, hogy légmentesen csatlakozhasson a hangszer testéhez.

### Működése
Egyes hangszerek esetében, mint a duda vagy a görbekürt a kettős nádsípot szélsapka fedi be. Ez egy befúvónyílással ellátott, légmentesen zárt kis tartály, melyben a duda tömlője révén vagy közvetlen befúvással jön létre a síp megszólaltatásához szükséges túlnyomás. A középkori, reneszánsz schalmeieken, a legtöbb egzotikus, népi hangszeren a zenész a nádat teljes egészében szájába veszi, a szájüreg működik egyfajta szélsapkaként. Ebben a síp nyakára rögzített kis korong, ajaktámasz, a piruett is segítheti a játékost.
A mai oboa, fagott és a legtöbb mai duplanádas hangszer megszólaltatásakor a megnedvesített, beáztatott nádfúvókának csak a legvégét veszi a zenész szorosan megfeszített, kissé befelé fordított, széthúzott ajkai közé.
A két nádnyelv között átpréselt levegő hatására a kettős nádsíp az egynyelvű nádsípnál leírt módon működik azzal a különbséggel, hogy ebben az esetben két, szimmetrikusan egymással szemben mozgó nádnyelv csapódik periodikusan egymáshoz, nyitva-zárva a levegő útját. A kettős nyelvek rezgésének spektruma az egynyelvű nádsípokéhoz képest rohamosabban csökkenő intenzitású felhangokat tartalmaz, hangja így lágyabb, az emberi hanghoz hasonlítható.

## A rezonátor szerepe
A nádnyelves fúvóka, ha önmagában használjuk hangkeltésre, magas, bizonytalan frekvencián és igen erős csillapítással rezeg. Élvezhető zenei hangokat rezonátor hozzácsatolásával hozhatunk létre. Ez a rezonátor – a legtöbb fúvós hangszerhez hasonlóan – egy cső, amelynek levegőoszlopában a fúvóka gerjesztése nyomán állóhullámok alakulnak ki.
A cső lehet valamilyen növény üreges része, például nádcső, készülhet fa kifúrásával, esztergálásával, faragásával, vagy a rézfúvós hangszerekhez hasonló technológiával fémből, újabban műanyagból.
Dallamok létrehozásakor a különböző hangmagasságok részint hanglyukakkal, részint átfúvással hozhatók létre. Egy hanglyuk megnyitásával a rezonátorcső akusztikai értelemben vett hosszúságát lehet lecsökkenteni úgy, hogy a létrejövő állóhullám nyomási csomópontja a nyílás közelébe helyeződik át, így rövidebb hullámhosszú, magasabb hang keletkezik. Átfúvás esetén a levegőadagolás, az ajaktónus megváltoztatásával a rezonátor egy magasabb rezgési móduszba billen át, így a hangszer hangjának egy felsőbb regisztere, hangkészlete válik elérhetővé. Ezt az átmenetet speciális hanglyukak is segíthetik.

### Hengeres csövek
A nádnyelves hangszer hangképzésének nyomással vezérelt, nyelvsíp jellege miatt a rezonátor az egyik végén (a fúvóka felől) zárt csőként viselkedik. Ha hengeres, cilindrikus, állandó keresztmetszetű csőről van szó, akkor a benne lévő levegőoszlopban az alaphang negyedhulláma alakul ki állóhullámként, továbbá az alaphang minden második felhangjának megfelelő állóhullám. Ez nemcsak a létrejövő hang színezetére, hangspektrumára van hatással, de azt is eredményezi, hogy átfúváskor a hangmagasság duodecimával (oktáv + kvint) emelkedik. Az ilyen hangszereket kvintelő hangszereknek nevezzük, például a klarinét ilyen hangszer.
A hengeres furatos csövű nádnyelves hangszerekre ezek miatt jellemző, hogy viszonylag mély az alaphangjuk (például a klarinét legmélyebb hangja a nagyjából ugyanolyan hosszú fuvolához képest), és széles a hangterjedelmük. A kvintelő jelleg miatt viszont a regiszterek közötti hangköz áthidalására jóval több hanglyukra van szükségük, és ezek egy részét az ember ujjainak véges száma miatt már csak billentyűzet segítségével lehet elérni. Ennek hiányában viszont a hangkészlet alig lehet több, mint egy oktáv, mint például a görbekürt, vagy a chalumeau esetében.

### Kúpszerű csövek
Ha a rezonátorcső kúpszerű, kónikus furatú, akkor a felhangsor az előző esettel ellentétben teljes lesz, tehát a mindkét végükön nyitott hengeres csövekhez hasonló, de csak akkor, ha a hangkeltés helye pontosan a kúp csúcspontjában van. Ellenkező esetben a részhangok sorozata sajátos átmenetet képez a zárt végű hengeres csövek és a teljes kúpszerű rezonátorok felhangrendszere között, ami zeneileg használhatatlan hangközöket eredményez. Kúpszerű furat esetén átfúváskor a hangmagasság egy oktávval emelkedik. Ilyen felépítésű hangszer például az oboa, a szaxofon.

## Hangszernád készítése

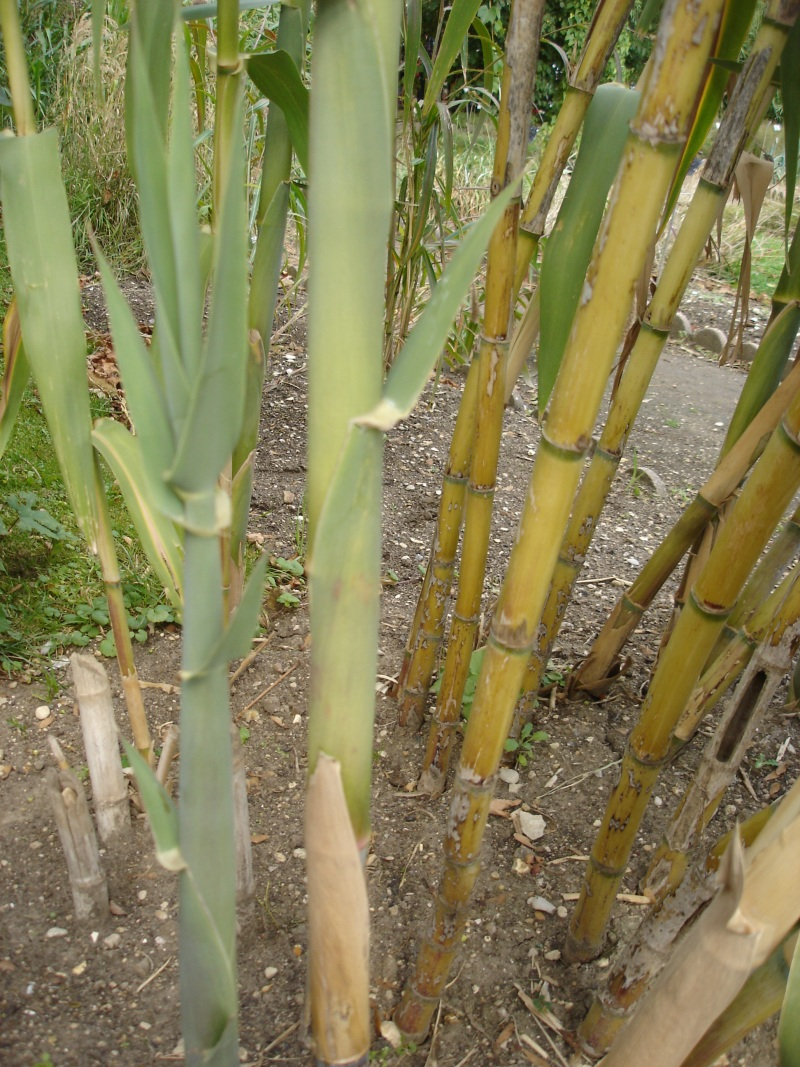
Az olasznád (Arundo donax) vastag szárai

A nádnyelves hangszerek fúvókájában leggyakrabban alkalmazott nád az olasznád (Arundo donax) nevű nagy méretű pázsitfűféle szárából készül. Ez a növény elsősorban a Földközi-tenger partvidékén honos, a minőségi hangszernád termesztésével és feldolgozásával elsősorban Dél-Franciaországban, Var megyében foglalkoznak.
Valaha a zenészeknek maguknak kellett gondoskodni a hangszerükhöz való – és hamar elhasználódó – nádsípok elkészítéséről, pótlásáról, de mára már külön iparág jött létre e szükséglet kielégítésére. Ennek ellenére napjainkban is sok zenész szereti maga készíteni, vagy legalábbis befejezni, saját igényeihez igazítani a hangszernádakat.

### A nád termesztése, betakarítása
A nád rizómákkal, föld alatti hajtásokkal szaporodik. Termesztésének fontos része, hogy minden márciusban, amikor a nád téli nyugalmi időszaka véget ér, és megkezdődik a burjánzása, meghatározzák, mely szárakat nevelnek fel, a többit eltávolítják. Növekedésének második évében a nád törzse megkeményedik, ekkor kapja külső kemény, fényes, lakkszerű bevonatát. Ezt a kétéves nádat aratják le, szelektálják átmérő szerint, és dolgozzák fel. Télen, december és február között vágják le, amikor nyugalmi állapotban van, nedvtartalma kisebb.
Májusig álló helyzetben tárolják, majd megtisztítják leveleitől, a több mint 6 méteres nádszálból csak az alsó, vastagabb, kb. másfél méternyi darabját tartják meg. Napon szárítják, gyakran megforgatják, hogy külső fényes bevonata szépen beérjen, megbarnuljon. Ez akár két évig is eltarthat, csak ezután kezdik el feldolgozását.

### Feldolgozás
A törzs csomóit fűrésszel eltávolítva rövidebb, üreges, csőszerű darabokat állítanak elő, amiket nagyság szerint csoportosítanak annak alapján, mire kívánják majd felhasználni. Egy négy élű, nyílszerű vágószerszámmal hosszanti irányban négy egyenlő részre hasítják, majd a további feldolgozás céljának megfelelő hosszúságra darabolják.

### Egynyelvű nádsíp készítése
Egynyelvű nádsíp esetén a feldarabolt nád belső, homorú részét síkba hozzák, ez a felület fog majd a fúvóka nyílására simulni, ezzel egyúttal beállítják a nád kívánt vastagságát. Ezután enyhén ferde síkban kívül lemetszik a nádat, egyfajta élet hozva létre a befúvás felőli végén, amit utána finom ívben lekerekítenek.
Következik a nádnyelvek osztályozása. Bármennyire is gondosan válogatják meg a nyersanyag minőségét, bármennyire precízen munkálják meg, a létrejött nádak minősége nagy különbségeket fog mutatni, hiszen különböző a belső struktúrájuk, keménységük, rugalmasságuk. E tulajdonságok alapján a nádakat 1-től 5-ig terjedő skálán osztályozzák.

### Kettős nádsíp készítése
Kettős nádsíp készítéséhez kb. 25 mm átmérőjű nádból hasított, 10 cm hosszú, 10 mm széles darabra van szükség. Megfelelő ívű homorú vésővel belülről kifelé haladva elvékonyítják az anyagot, hogy finom csiszolás után az adott célra alkalmas 0,5 – 1 mm közötti vastagsága legyen. Az így kapott finom, rugalmas lemezkét a közepétől a végek felé haladva elkeskenyítik, két talpával egymásra állított trapéz formát kialakítva. Hosszirányban félbe hajtva az elkeskenyedő végeket két oldalról cérnával egy vékony rézcsövecskére kötözik, majd a hajtás mentén a nád legvégét elmetszik, így elkülönítve azt két szimmetrikusan szembefordított náddarabra. Ezután egy vékony drótból hurkolt kötés, ligatúra kerül a nádnyelvek köré, ez rögzíti azok helyzetét, feszítettségét, a nyelvek közötti rés nagyságát. Utolsó műveletként a nád legvégének vastagságát, rugalmasságát kaparással állítják be a kívánt mértékűre.

## Lásd még
- Fúvós hangszerek
- Ajaksípos hangszerek, Tölcséres fúvókájú hangszerek